# 심포니 오브 라이츠

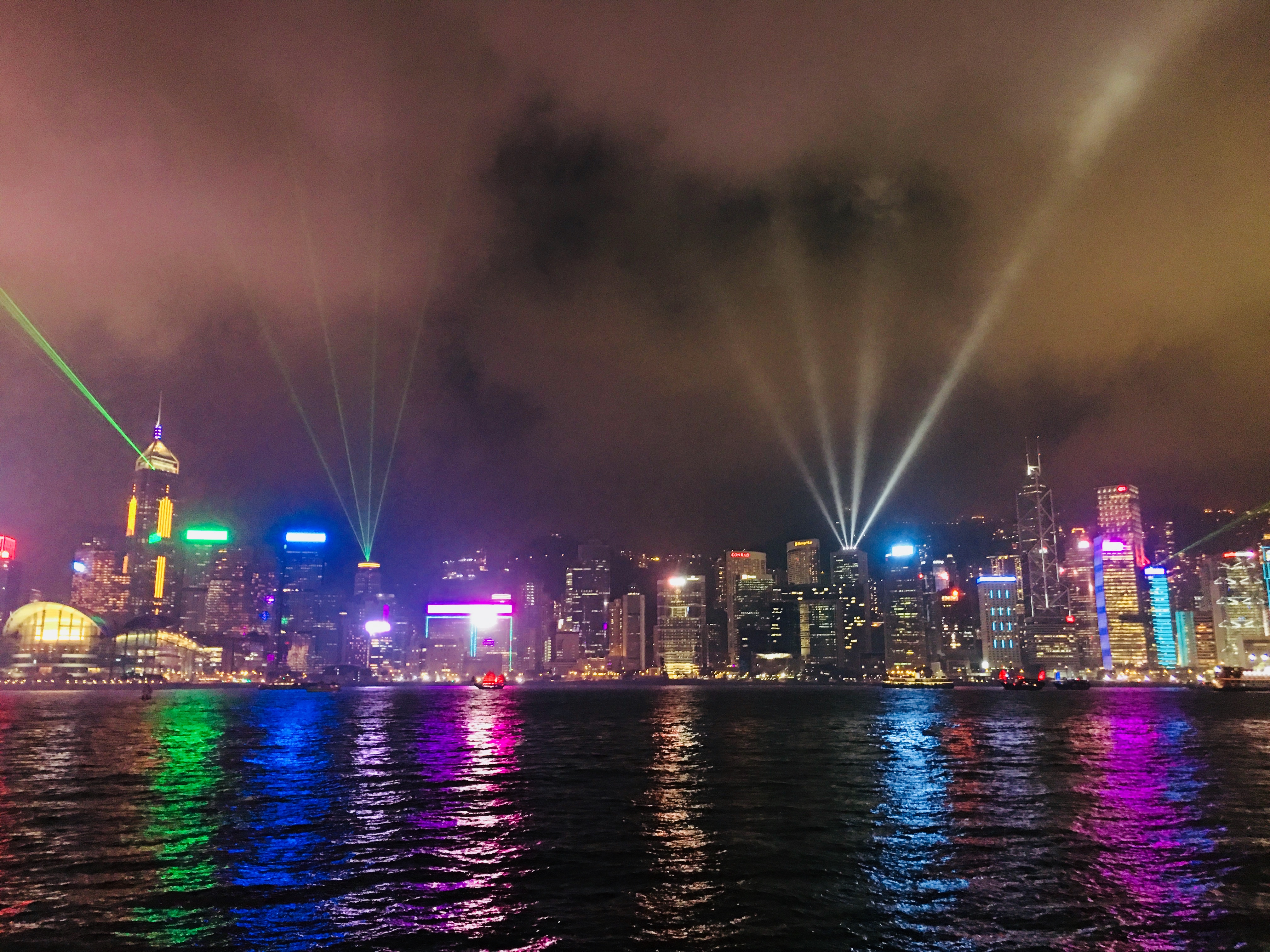
심포니 오브 라이츠

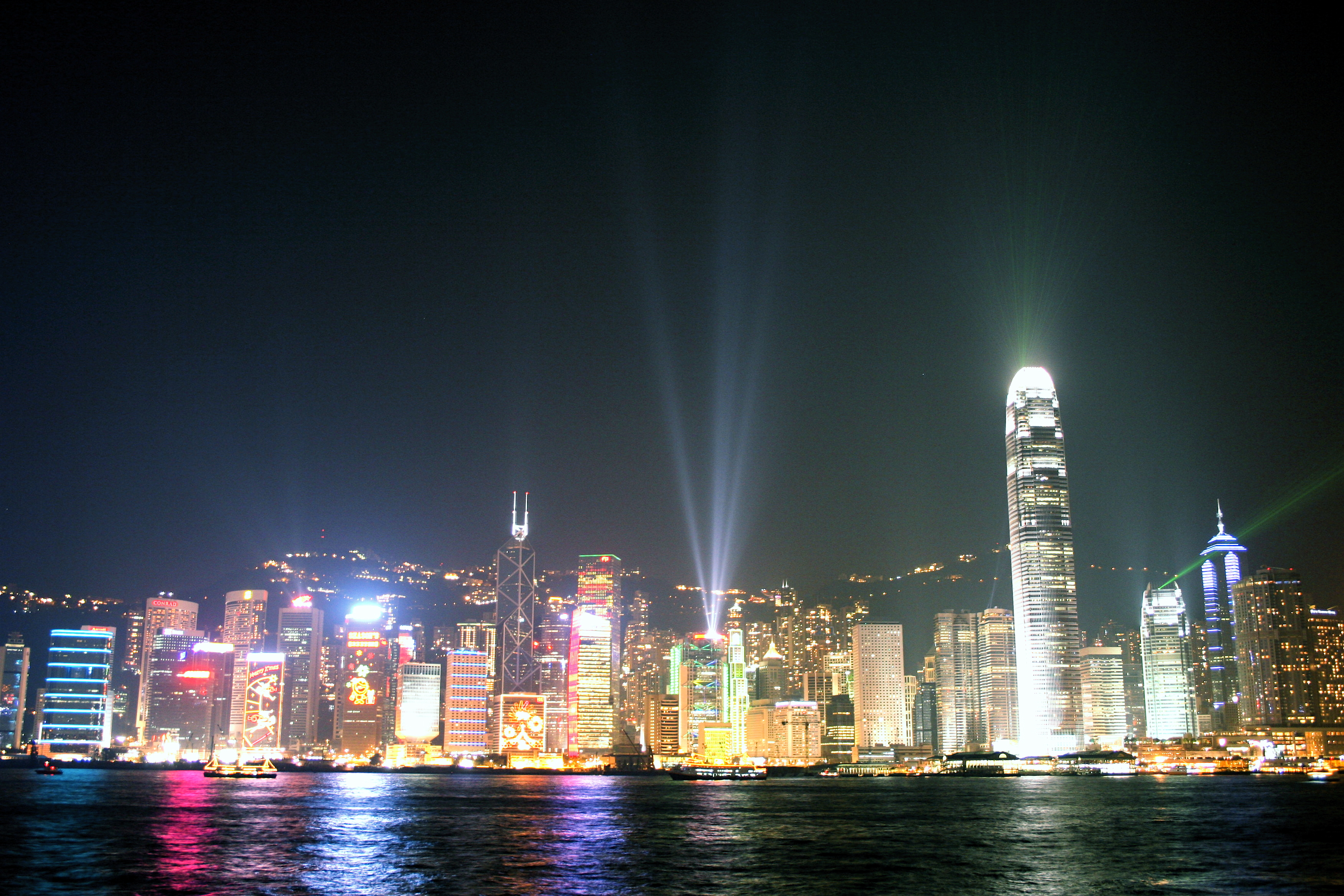
빅토리아항

심포니 오브 라이츠(중국어: 幻彩詠香江, 영어: A Symphony of Lights)는 홍콩 빅토리아항에서 매일 밤 8시에 펼쳐지는 음악과 레이저 쇼이다. 2004년 홍콩 관광진흥청이 개발한 이 쇼는 40개가 넘는 건물에서 13분간 펼쳐진다.
화려한 색의 조명과 음악이 어우러진 빛과 소리의 쇼이다. 홍콩을 상징하는 스카이라인을 배경으로 펼쳐지며, 홍콩 필하모닉 오케스트라의 연주도 함께 즐길 수 있다. 매주 월요일, 수요일, 금요일에는 영어로 나레이션이 진행된다.
가장 잘 볼 수 있는 곳은 짐사저이 연인의 거리, 홍콩문화센터광장, 완차이 골든 보히니아 광장, 빅토리아 하버크루즈 등이다.

## 옥상 불꽃놀이
홍콩의 홍콩 특별 행정구로의 지정 10주년을 맞아, 빅토리아 항 양안에 옥상 불꽃놀이 시설을 갖출 예정이다. 2007년 7월 1일에는 “심포니 오브 라이트”가 종료된 8시 13분부터, 23분 간 대형 불꽃 놀이가 계속될 예정이다.. 2007년 7월 2일부터 2007년 7월 8일까지의 기간에는 “심포니 오브 라이트” 쇼는 불꽃놀이로 인해 더 화려해질 전망이다.
2007년 여름, 홍콩 관광진흥청이 주관하는 2007 홍콩 쇼핑 축제 행사의 일환으로, “심포니 오브 라이트” 쇼에. 2007년 7월 14,21,28일, 8월 4일, 11일, 18일, 25일. 옥상 불꽃놀이가 추가될 예정이다.

## 내용
이 쇼는 홍콩 관광진흥청이 기획하였다. 홍콩 시간으로 저녁 8시, 날씨가 좋은 날이면 쇼가 벌어진다. 이 쇼는 교향악, 장식 조명, laser 디스플레이, 불꽃놀이 등을 보여준다. 이 멀티미디어 조명 & 음악 쇼는 약 14분 간 지속된다.
카오룽 침사추이(중국어: 九龍尖沙咀 구룡침사저[*])의 스타의 거리(Avenue of stars, 중국어: 香港星光大道), 완차이의 금자형광장(중국어: 金紫荊廣場 금자형광장[*]), 스타 페리 선상 등에서 잘 보인다. 월, 수, 금에는 나레이션이 영어로 제공되고, 화, 목, 토요일에는 나레이션이 광둥어로 제공된다. 일요일에는 보통화로 나레이션이 제공된다.
설날이나 크리스마스 같은 특별한 날에는, 쇼에 참가하는 빌딩 옥상에서 불꽃놀이가 펼쳐진다.
쇼 당일 오후 3시, 홍콩 기상대에 의해 태풍 경보 제 3 호나 그 이상 혹은 적/흑 폭우 경보가 발호되면 쇼는 연기된다. 이 경보가 취소되더라도 쇼는 열리지 않는다. 또한 쇼는 사전 공지 없이 열리지 않을 수도 있다.

심포니 오브 라이트가 펼쳐지는 빅토리아항의 파노라마 광경. 많은 빌딩 외벽에 중국 설날 기념 장식이 되어 있다.

## 참여 빌딩
빅토리아항 전체를 통틀어 37개의 빌딩이 이 쇼에 참여하고 있다.
2007년 5월 1일에는 홍콩섬 구롱 침 사 추이 오테프라이즈 광장에 있는 스탠다드 차터드 은행 빌딩과 뱅크 오브 아메리카 타워가 ‘심포니 오브 라이트’에 합류하였다..
아래 굵은 글씨로 쓰여진 빌딩은 합류하기만 한 빌딩이다. laser, 서치라이트, LED, 단순 조명, 프로젝션 조명 같이 광원 종류도 제각기이다. 광원 종류는 " [ ] " 기호에 써 놓았다. 참여 빌딩 목록은 다음과 같다.

### 홍콩 섬
이 쇼는 완차이서부터 서쪽 구역에 펼쳐진다. 참여 빌딩 목록은 다음과 같다.
1. Sun Hung Kai Centre (2004년 1월 17일부터) [ 레이저 / 서치라이트 ]
2. 홍콩 센트럴 플라자 (2004년 1월 17일부터) [ 레이저 ]
3. 홍콩 컨벤션 & 전시 센터 (2004년 1월 17일부터) [ LED ]
4. 호프웰 센터 (2005년 12월 23일부터) [ LED / 레이저 ]
5. 하코트 하우스 (2004년 1월 17일부터) [ LED ]
6. 매스뮤추얼 타워 (2004년 1월 17일부터) [ LED ]
7. 홍콩 공연 예술 아카데미 (2004년 1월 17일부터) [ 프로젝션 /LED ]
8. CITIC 타워(2005년 12월 23일부터) [ LED ]
9. 퀸스웨이 행정 사무소 (2004년 1월 17일부터) [ 서치라이트 ]
10. The Chinese People's Liberation Army Forces Hong Kong Building (2004년 1월 17일부터) [ 서치라이트 / 프로젝션 ]
11. 뱅크 오브 아메리카 타워 (2007년 5월 1일부터) [ LED ]
12. 중국은행 타워 (2004년 1월 17일부터) [ LED / 서치라이트 ]
13. AIG 타워 (2005년 12월 23일부터) [ LED ]
14. 쳉 콩 센터 (2004년 1월 17일부터) [ LED ]
15. HSBC 홍콩 본점 타워 (2004년 1월 17일부터) [ LED / 서치라이트 ]
16. 홍콩 시청 (2004년 1월 17일부터) [LED]
17. 스탠다드 차터드 뱅크 빌딩 (2007년 5월 1일부터) [ LED ]
18. 자르딘 하우스 (2004년 1월 17일부터) [ 서치라이트 / 프로젝션 ]
19. 익스체인지 스퀘어 (홍콩) 제1기(2004년 1월 17일부터) [ 서치라이트 / 프로젝션 ]
20. 익스체인지 스퀘어 (홍콩) 제2기(2004년 1월 17일부터) [ 서치라이트 / 프로젝션 ]
21. 국제금융센터 제1기 (2004년 1월 17일부터) [ 레이저 ]
22. 국제금융센터 제2기 (2004년 1월 17일부터) [ 레이저 ]
23. 더 센터 (2004년 1월 17일부터) [ LED ]

### 주룽 반도
1. 하버 시티 (2007년 5월 1일부터) [ LED ]
2. 스타 하우스 (2005년 12월 23일부터) [ 프로젝션 ]
3. 홍콩 문화 센터 (2005년 12월 23일부터) [ 서치라이트 / 프로젝션 ]
4. 페이킹 로드 1가 (2005년 12월 23일부터) [ 서치라이트 ]
5. 홍콩 미술관 (2005년 12월 23일부터) [ LED / 서치라이트 / 프로젝션 ]
6. 더 페닌술라 홍콩 (2005년 12월 23일부터) [ 단순 조명 ]
7. 애비뉴 오브 스타즈 (2005년 12월 23일부터) [ 서치라이트 / LED ]
8. 오터프라이즈 스퀘어 (2007년 5월 1일부터) [ LED ]
9. 호텔 파노라마 (2005년 12월 23일부터) [ 프로젝션 ]
10. 뉴 월드 센터 (2005년 12월 23일부터) [ 서치라이트 ]
11. 짐사쩌이 센터 (2005년 12월 23일부터) [ LED / 서치라이트 ]
12. 엠파이어 센터 (2005년 12월 23일부터) [ LED / 서치라이트 ]
13. 인터콘티넨탈 그랜드 스탠퍼드 홍콩(2005년 12월 23일부터) [ 단순 조명 ]
14. 홍콩 체육관 (2005년 12월 23일부터) [ LED / 서치라이트 ]

## 같이 보기
- 야경
- 홍콩
- 애비뉴 오브 스타즈